# Andreas Waechter
Pour les articles homonymes, voir Waechter.
Andreas Waechter (ou Wächter) est un mathématicien allemand.

## Formation et carrière
Il obtient son master de mathématiques à l'Université de Cologne, en Allemagne (1992 –1997), puis son doctorat en génie chimique à l'Université Carnegie Mellon à Pittsburgh (1997 –2002).
À partir de ses études post-doctorales, il travaille au Thomas J. Watson Research Center d'IBM. Depuis 2011 il est professeur à l'Université Northwestern.

## Prix et distinctions
En 2011 il est lauréat du prix Wilkinson pour les logiciels de calcul numérique, avec Carl Laird de l'université A&M du Texas pour IPOPT, bibliothèque orientée objets pour résoudre des problèmes d'optimisation continue à grande échelle et disponible gratuitement,.